# 367633 Shargorodskij
367633 Shargorodskij è un asteroide della fascia principale. Scoperto nel 2009, presenta un'orbita caratterizzata da un semiasse maggiore pari a 2,8202822 UA e da un'eccentricità di 0,0375376, inclinata di 5,88257° rispetto all'eclittica.